# 堀越叡
堀越 叡（ほりこし えい、1932年10月23日 - 2009年10月16日）は、日本の地球科学者。専門は鉱床学。東京都出身。父は地質調査所などで活躍した鉱床地質学者の堀越義一である。

## 経歴・業績
1956年、東京大学理学部地学科卒業。指導教官渡辺武男教授の薫陶を受け、1958年、東京大学大学院修士課程修了。四国の佐々連鉱山を初めとする含銅硫化鉄鉱鉱床（キースラーガー鉱床）の研究を行った。
1958年 - 1964年、同和鉱業に就職し、秋田県北鹿地域の黒鉱鉱床の胚胎層準について調査する。その結果、黒鉱鉱床はキースラーガー鉱床などと同じく、周囲の岩石（母岩）の堆積時に、海底面上で形成された同成鉱床であることを立証した。
1964年、九州大学工学部、1972年、東京大学理学部を経て、1978年に富山大学理学部教授となり、地殻進化学講座を担当した。1998年退官。この間、1967年 - 1969年には、ドイツ・ノルウェーに留学し、火山性塊状硫化物鉱床の研究を行う。当時ヨーロッパに重くかぶさっていたキースラーガー鉱床の後成説を打破する論文と発言で、世界の鉱床学界に与えた影響は大きかった。
地向斜論が盛んであった日本の地質学界の中で、早くからプレートテクトニクス理論の重要性に気付き、学会の若手を先導したことでも知られる。
1993年資源地質学会の加藤武夫賞を受賞。没後に、資源地質学会は彼の業績をたたえるため、2012年発行の Resource Geology, No. 4 を、堀越叡追悼特集号とした。

## 著書
- 堀越叡『地殻進化学』東京大学出版会、2010年。ISBN 978-4-13-060747-6。